# Длинноклювый новогвинейский малюр
Длинноклювый новогвинейский малюр (лат. Sipodotus wallacii) — вид птиц из семейства малюровых. Единственный представитель  рода Sipodotus. Подвидов не выделяют. Видовое название дано в честь британского натуралиста 
Альфреда Уоллеса (англ. Alfred Russel Wallace; 1823—1913).

## Описание
Длинноклювый новогвинейский малюр – небольшой представитель семейства длиной 11—12,5 см и массой 7—8 г. У взрослых самцов перья на макушке и затылке чёрного цвета с синими кончиками. От основания клюва через глаз к шее проходит широкая белая полоса, ниже лежит узкая белая полоса. Горло белое. Плечи и спина ржаво-коричневые, верхняя часть крыльев коричневато-серого цвета. Нижняя часть тела белая. Хвост коричневый. Клюв длинный, широкий, прямой и тупоконечный, чёрного цвета с белым кончиком. Радужная оболочка красно-коричневая. Короткие ноги телесно-коричневого цвета. Самки похожи на самцов, но у них горло с бледно-желтоватым оттенком и более тусклая макушка. 

## Биология
Считается, что длинноклювый новогвинейский малюр в основном насекомоядный вид, в состав рациона входят насекомые и пауки. Добывают пищу семейными группами по 4—8 особей, часто присоединяются к смешанным стаям кормящихся птиц.

## Распространение и места обитания
Распространён в Индонезии и Папуа — Новой Гвинее. Обитает во влажных низменных лесах.